# Scenopinus biroi
Scenopinus biroi är en tvåvingeart som beskrevs av Kertesz 1899. Scenopinus biroi ingår i släktet Scenopinus och familjen fönsterflugor. Inga underarter finns listade i Catalogue of Life.